# رائول کاسادئی
رائول کاسادئی (ایتالیایی: Raoul Casadei؛ ‏ ۱۵ اوت ۱۹۳۷ –  ۱۳ مارس ۲۰۲۱) آهنگساز، موسیقی‌دان و خواننده اهل ایتالیا بود.
از فیلم‌هایی که وی در آن‌ها نقش داشته است، می‌توان به شب بزرگ اشاره نمود.